# Les Chaudrons
Les Chaudrons is een theekopjesattractie in het Franse attractiepark Parc Astérix en is gemaakt door Mack Rides.

## Geschiedenis
De attractie opende in het park in 1990 en staat in het themagebied La Gaule.

## Thematisering
De wagens op de attractie zien eruit als kookketels. Deze vorm van de 'theekopjes' verwijzen naar de ketels uit de wereld van Asterix die gebruikt worden ter bereiding van de toverdrank door de druïde Panoramix. De ketels zijn dusdanig groot dat er mensen plaats in kunnen nemen verwijzend naar het verhaal hoe de kleine Obelix in de ketel van de druïde viel.

## Baandetails
De attractie heeft twaalf "ketels" en is overdekt door middel van een rond dak. Een ritje duurt ongeveer 2:30 minuten.
Afbeeldingen · Lijst van attracties